# Demografía de Suiza
La evolución demográfica de Suiza se caracteriza por el aumento continuo de la media de edad y la alta proporción de la población extranjera.

Evolución de la población suiza de 1861 a 2023.

Población: 8.654.618 (2020)
Esperanza de vida:
- Hombres: 76,73 años
- Mujeres: 82,63 años
- Promedio: 79,6 años

Lenguas:
- Alemán: 63,7 %
- Francés: 19,2 %
- Italiano: 7,6 %
- Romanche: 0,6 %
- Otras: 8,9 %

Religión en Suiza
Alfabetización: 99 %